# 岩石

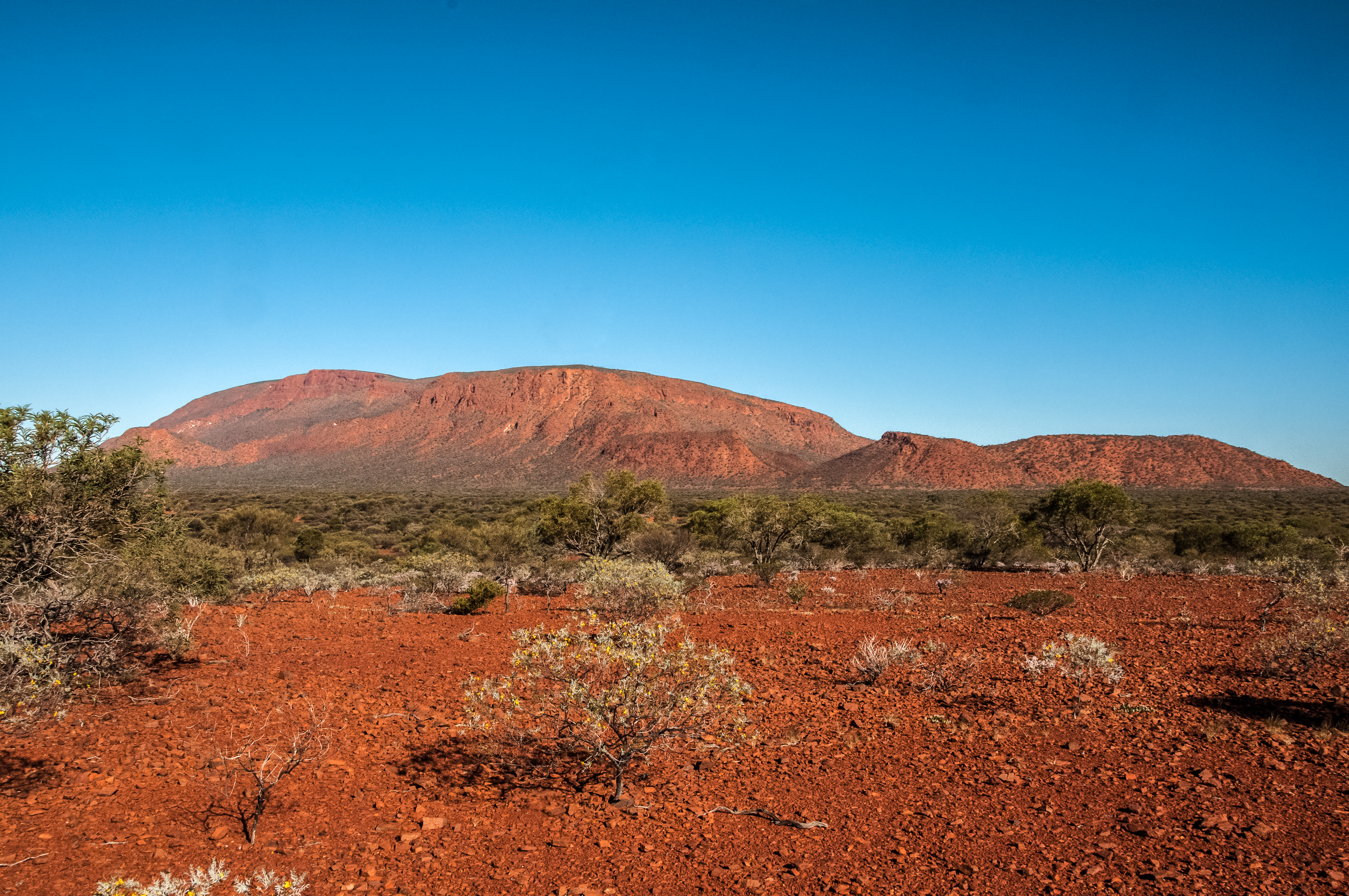
奧古斯特山，世界上最大的单体岩石 (Note: 虽然多家中文媒体均报道乌鲁鲁巨石为世界上最大的单体岩石，但这一说法并不准确。中文版乌鲁鲁官方网站以及多家英文媒体已澄清位于澳大利亚西澳大利亚州内陆沙漠地区的奧古斯特山（英文：Mount Augustus）才是该殊荣的拥有者。奧古斯特山的面积足足有乌鲁鲁巨石的2.5倍大。)

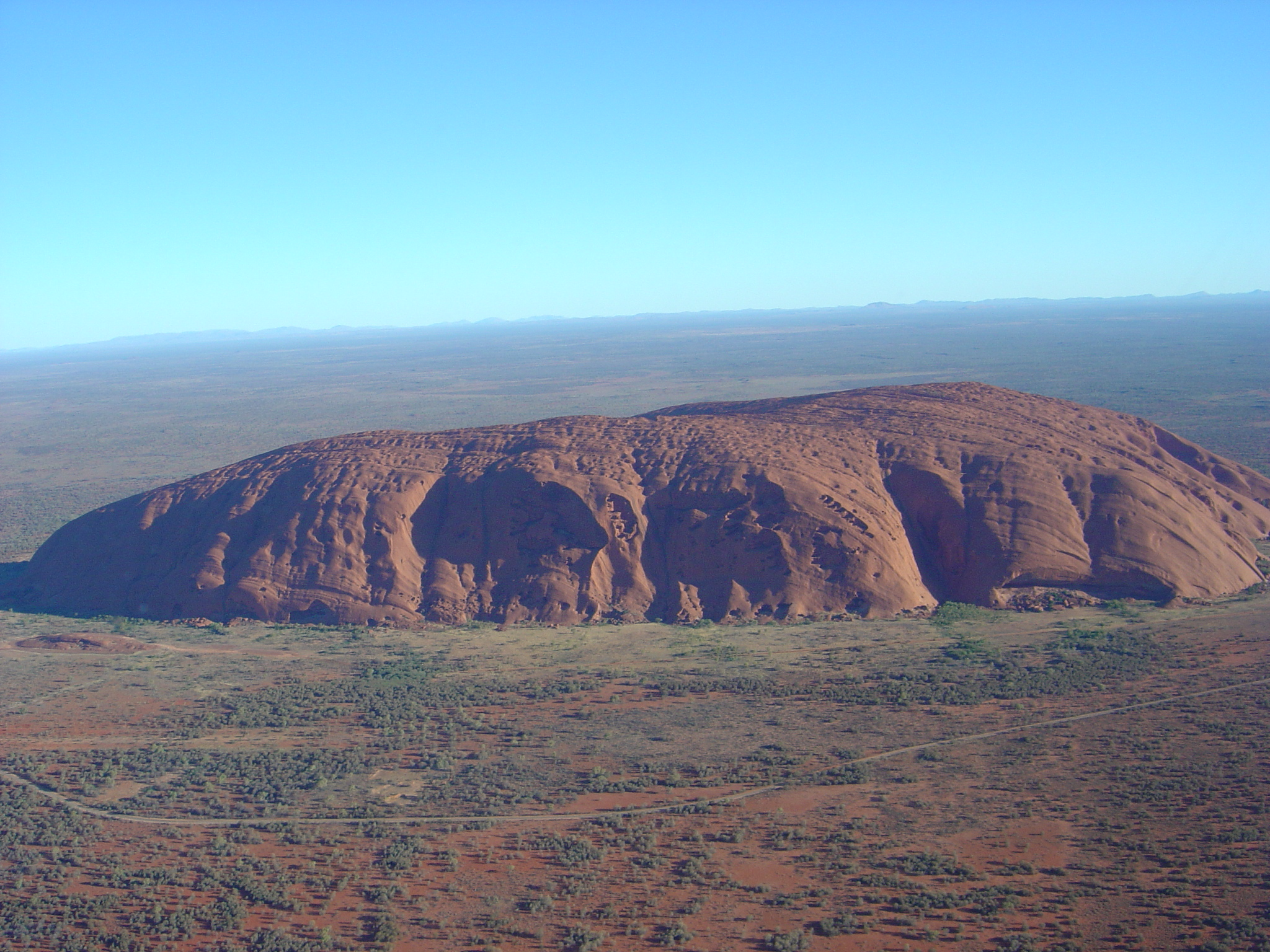
乌鲁鲁巨石，世界上最出名的单体岩石

岩石是由一种或几种礦物和天然玻璃组成的，具有稳定外形的固态集合体。由一种矿物组成的岩石称作单矿岩，如大理岩由方解石或白云石组成，石英岩由石英组成等；有数种矿物组成的岩石称作複矿岩，如花岗岩由石英、长石和云母等矿物组成，辉长岩由基性斜长石和辉石组成等等。没有一定外形的液体如石油、气体如天然气以及松散的沙、泥等，都不是岩石。
岩石是组成地壳的物质之一，是构成地球岩石圈的主要成分。其中，长石是地壳中最重要的造岩成分，比例达到60%，石英则是数量第二多的矿石。
岩石根据其成因、构造和化學成分分类，大多數岩石含有二氧化硅（SiO2），而74.3%的地殼成分都是後者。岩石中硅的含量是決定岩石屬性的重要因素之一。
岩石是人类早期工具的重要来源，在人类进化中具有重要意义。因此，人类的第一个文明时期被称为石器时代。岩石一直是人类生活和生产的重要材料和工具。
岩石種類主要能分為沈積岩、火成岩及變質岩。

## 分类
岩石按其成因主要分为火成岩（岩浆岩）、沉積岩和變質岩三大类。在不同的圈层，三种岩石的分布比例相差很大。地表的岩石中有75%是沉積岩，火成岩只有25%。
這三種岩石之間的區別不是絕對的。隨著構成礦物的變化，它們的性質也會發生變化。隨著時間和環境的變遷，它們會轉變為另外一種性質的岩石。因而有人認為這種分類法較為武斷。

### 火成岩

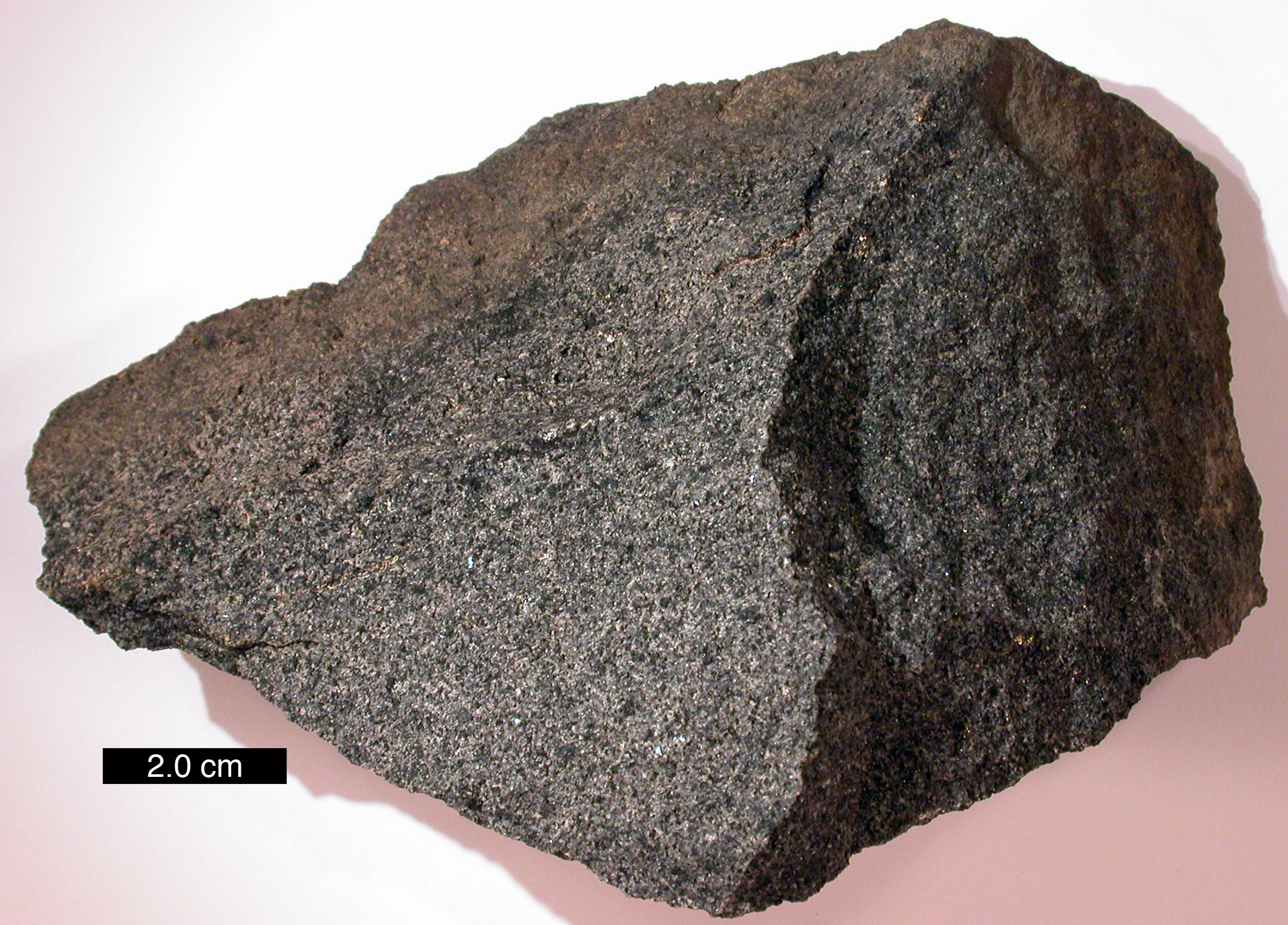
火成輝長岩的样品

火成岩是由熔岩或岩漿冷卻後凝固而成的岩石。火成岩按成因分为两类：一类是岩浆出露地表凝却而形成的火山岩（噴出岩）；另一类是岩浆侵入地壳内部，在地表以下緩慢凝却而形成的侵入岩。噴出岩形成过程中，由于温度和压力迅速降低，可能来不及结晶或结晶较差，代表有浮岩和玄武岩；浅成岩是岩浆侵入到距离地表3千米之内，结晶较细小；而深成岩则是岩浆侵入到距离地表大于3千米的地壳深处，由于温度、压力高，结晶良好。典型的侵入岩如脉岩、花岗岩等。
目前已發現約700種的火成岩，大部份都在地殼表面以下形成，依其化學成份，形成時的溫度及壓力，其性質也有所不同。鮑氏反應系列描述了不同化學成份的火成岩在不同的溫度及壓力下結晶的情形。
火成岩是一种硅酸盐岩石，依二氧化矽比例，分為酸性岩、中性岩、基性岩及超基性岩。若中性岩的氧化鈉及氧化鉀成份偏高，稱為鹼性岩。
地殼體積的64.7%都是火成岩，可分为橄欖岩、玄武岩、安山岩、花岗岩、粗面岩、响岩、脉岩及火山碎屑岩八大类。其中16%為花岗岩、17%為花崗閃長岩及閃長岩，只有0.6%是正長岩，0.3%是橄欖岩及纯橄榄岩。海底的地殼99%是玄武岩，是铁镁质的火成岩。花崗岩和類似的岩石（稱為元花崗岩）形成許多大陸的地殼。
| 二氧化硅含量 | 二氧化硅含量 | 二氧化硅含量 | 酸性            | 酸性            | 中性          | 中性          | 基性       | 超基性                    |            |            |
| 二氧化硅含量 | 二氧化硅含量 | 二氧化硅含量 | >72%            | 72%~66%         | 66%~52%       | 66%~52%       | 52%~45%    | 45%~40%                   |            |            |
| 镁铁含量     | 镁铁含量     | 镁铁含量     | 長英質          | 長英質          | 長英質        | 長英質        | 鐵鎂質     | 高鐵鎂質                  |            |            |
| 色率         | 色率         | 色率         | 浅色            | 浅色            | 中色          | 中色          | 暗色       | 暗色                      |            |            |
| 侵入岩       | 深成岩       | 極粗粒       | 偉晶岩          | 偉晶岩          | 偉晶岩        | 偉晶岩        | 偉晶岩     | 玻基輝橄岩                | 玻基輝橄岩 | 玻基輝橄岩 |
| 侵入岩       | 深成岩       | 粗粒 >5mm    | 花崗岩          | 花崗閃長岩      | 正长岩 闪長岩 | 正长岩 闪長岩 | 辉绿岩     | 輝石岩 橄榄岩 辉岩 斜長岩 |            |            |
| 侵入岩       | 深成岩       | 中粒 1~5mm   | 花崗岩          | 花崗閃長岩      | 正长岩 闪長岩 | 正长岩 闪長岩 | 辉绿岩     | 輝石岩 橄榄岩 辉岩 斜長岩 |            |            |
| 侵入岩       | 深成岩       | 細粒 <1mm    | 花崗岩          | 花崗閃長岩      | 正长岩 闪長岩 | 正长岩 闪長岩 | 輝長岩     | 輝石岩 橄榄岩 辉岩 斜長岩 |            |            |
| 侵入岩       | 浅成岩       |              | 花岗斑岩 细晶岩 | 花岗斑岩 细晶岩 | 正长斑岩 玢岩 | 正长斑岩 玢岩 | 辉绿岩     | 金伯利岩 钾镁煌斑岩       |            |            |
| 喷出岩       | 火山熔岩     | 隐晶質       | 流纹岩          | 英安岩 粗面岩   | 安山岩        | 安山岩        | 玄武岩     | 苦榄岩                    |            |            |
| 喷出岩       | 火山熔岩     | 多孔状       | 浮岩            | 浮岩            | 浮岩          | 火山渣        | 火山渣     |                           |            |            |
| 喷出岩       | 火山熔岩     | 玻璃質       | 黑曜岩          | 黑曜岩          | 黑曜岩        | 黑曜岩        | 黑曜岩     |                           |            |            |
| 喷出岩       | 火山碎屑岩   | 粗粒         | 集块岩          | 集块岩          | 集块岩        | 集块岩        | 集块岩     |                           |            |            |
| 喷出岩       | 火山碎屑岩   | 中粒         | 火山角砾岩      | 火山角砾岩      | 火山角砾岩    | 火山角砾岩    | 火山角砾岩 |                           |            |            |
| 喷出岩       | 火山碎屑岩   | 细粒         | 凝灰岩          | 凝灰岩          | 凝灰岩        | 凝灰岩        | 凝灰岩     |                           |            |            |

### 沉积岩

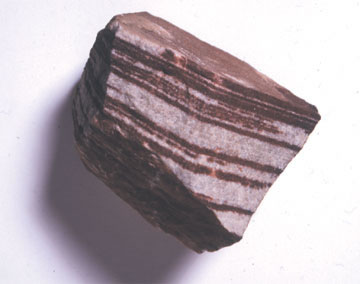
含有氧化铁条纹的沉积岩

沉积岩是由外力作用下形成的，其中一部分又叫“水成岩”，是由水将风化或水侵蚀的物质搬运沉积，經過壓密和膠結作用形成的；

沉积岩是在地表因水中固體物質沈積及膠結而成，固體物質可能是舊有岩石或礦物的碎片、有機體、或是水中生物成長或是化學沈澱而成。過程中會使碎屑岩沉積物或是有機物質碎屑開始累積，或是溶液中的物質沉澱形成（即蒸發岩）。而沈積物質在相當的溫度及壓力下壓縮並且膠結（成岩作用），而成為沉积岩。
沈積物可能是由風化作用形成，或是其他岩石因侵蚀作用形成，之後由水、風、冰、冰川或是崩壞作用運輸到後來的位置。其中mud rock（泥岩、頁岩及粉砂岩）佔65%，砂岩佔20到25%，而碳酸鹽岩（石灰岩及白云岩）佔10到15%。地表約7.9%的岩石是由沉积岩組成，其中82%是頁岩，其他的包括石灰岩（6%），砂岩及长石沙岩（12%）。沉积岩中常會有化石。沉积岩是在重力的影響下形成，一般會是以平行地面（或地层）或是接近平行的方式分佈，也稱為地层岩。沉积岩中一小部份沈積在陡峭的山破上，其中一層岩石在介面上突然停止，而另一層岩石覆蓋了原來的岩石，會看出交錯的紋理。
沉积岩按沉积结构和组成可分为：礫岩 - 页岩 – 砂岩 – 石灰岩 – 生物岩 – 化学岩， 主要分布在地表浅层。

### 变质岩

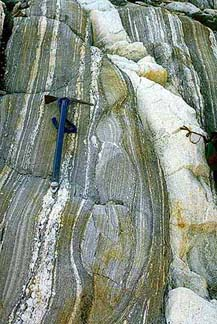
含有变质条纹的片麻岩

变质岩是由于地球内力的高温高压造成岩石中的化学成分改变或重结晶形成的。
变质岩是沈積岩、火成岩或是其他較早期的变质岩，在不同的溫度及壓力下所產生的，此過程稱為變質作用，會讓岩石的物理性質及化學性質有顯著的改變，變質作用前的岩石稱為原岩，在變質作用後變質成其他的礦物，或是產生再结晶作用，變質成同一礦物的不同形式。变质岩可以依原岩分为两大类：“正变质岩”和“副变质岩”，正变质岩是火成岩经变质作用形成的，副变质岩是沉积岩经变质作用形成的。變質作用的溫度需高於150 to 200℃，壓力需大於1500 bars，都是比地表的溫度及壓力要高的條件（p. 355），变质岩約佔地殼體積的27.4%。許多主要的经济矿物都是在变质岩中生成的。
变质岩可以依變質的機制分為三類：因為岩漿的侵入，加熱附近的岩石，會產生接觸變質（contact metamorphism），是以溫度為主的變質。當沉积物埋在地下深處，會產生壓力變質（pressure metamorphism），也稱為埋藏变质（burial metamorphism），以壓力為主，溫度的影響不大，這類變質會產生類似玉之類的礦物。若熱及壓力都有相關影響，這稱為區域變質（regional metamorphism），一般會出現在造山区。
依結構的不同，变质岩可以分為二類，一類有纖維狀平面組織的稱為有葉理，另一類則是無葉理的。岩石的名稱會依其中有的礦物而定，片岩是有葉理的变质岩，主要含有像雲母等薄纹性礦物，片麻岩有不同亮度的可見帶，最常見的是花岗片麻岩，其他有葉理的变质岩有板岩、千枚岩及糜稜岩。常見的無葉理变质岩有大理石、滑石及蛇紋石，無葉理变质岩也包括由砂岩變質而成的石英岩，以及角岩。

## 结构
- 玻璃質：常見於一般海洋底玄武岩；因岩漿與海水接觸，冷卻急速。礦物種類無法以顯微鏡或任何儀器辨視。
- 隱晶質：澎湖玄武岩；為陸上噴發，冷卻時間稍長，但仍冷卻快速，礦物顆粒細小。礦物無法用肉眼或低倍顯微鏡辨視，但可用更精密之高倍顯微鏡或Ｘ光繞射儀辨別種類。
- 全晶質：金門花崗岩；礦物顆粒粗，岩漿在地下深部慢慢冷卻，礦物生長時間充裕。晶体颗粒用肉眼或低倍顯微鏡可辨視[14]。

## 人類的应用

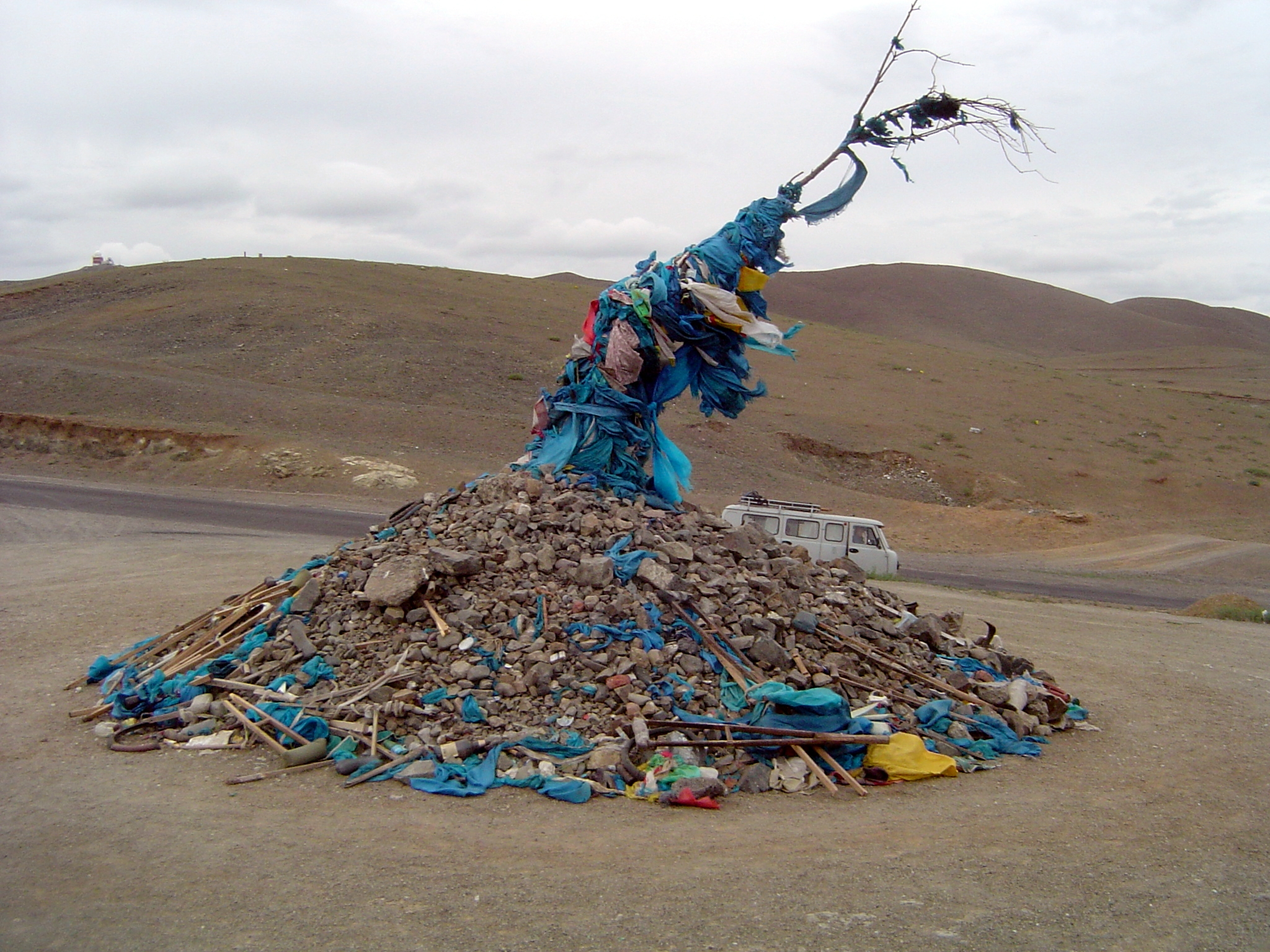
蒙古的敖包，是用石頭堆積的祭祀建築

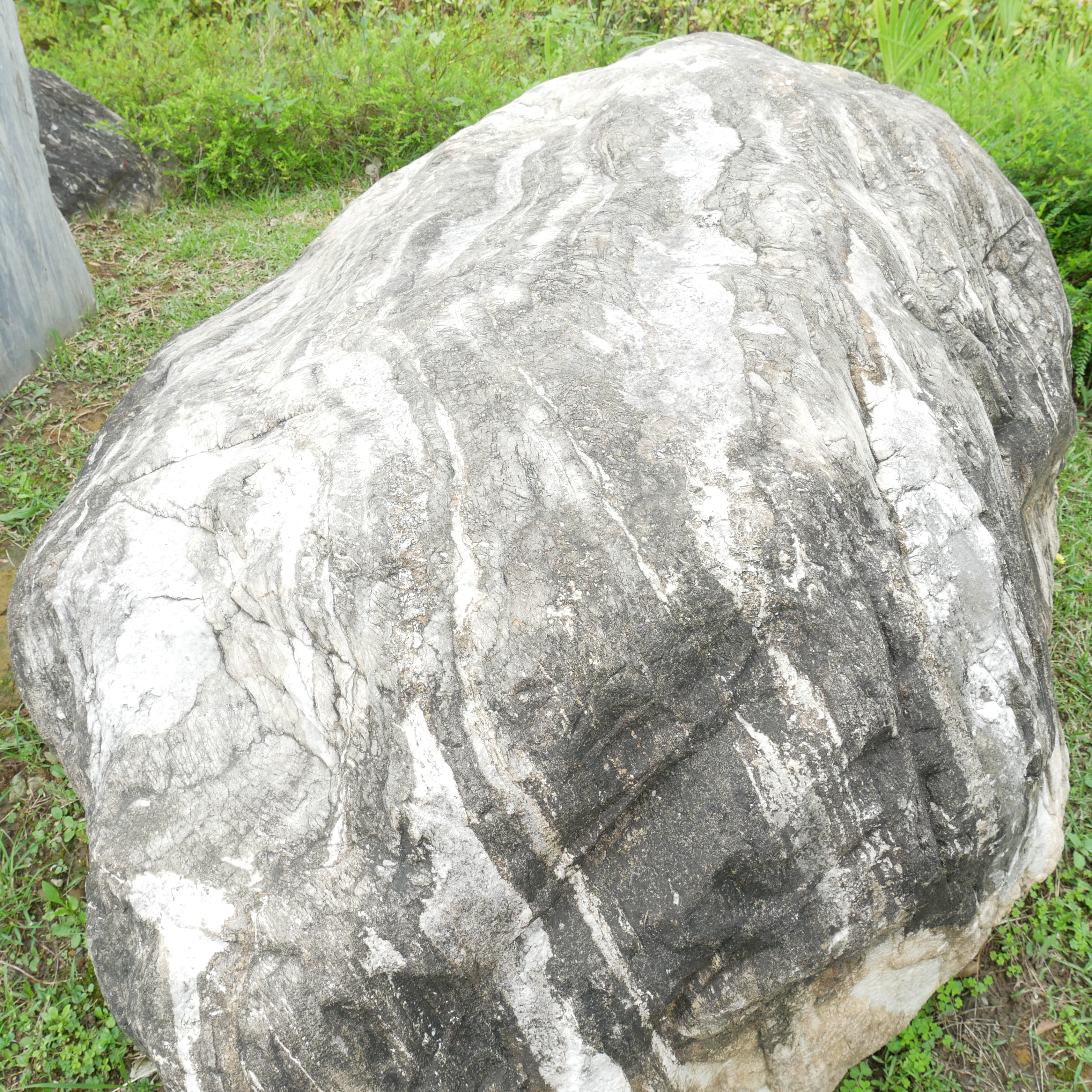
臺北市士林區美崙公園內的石頭

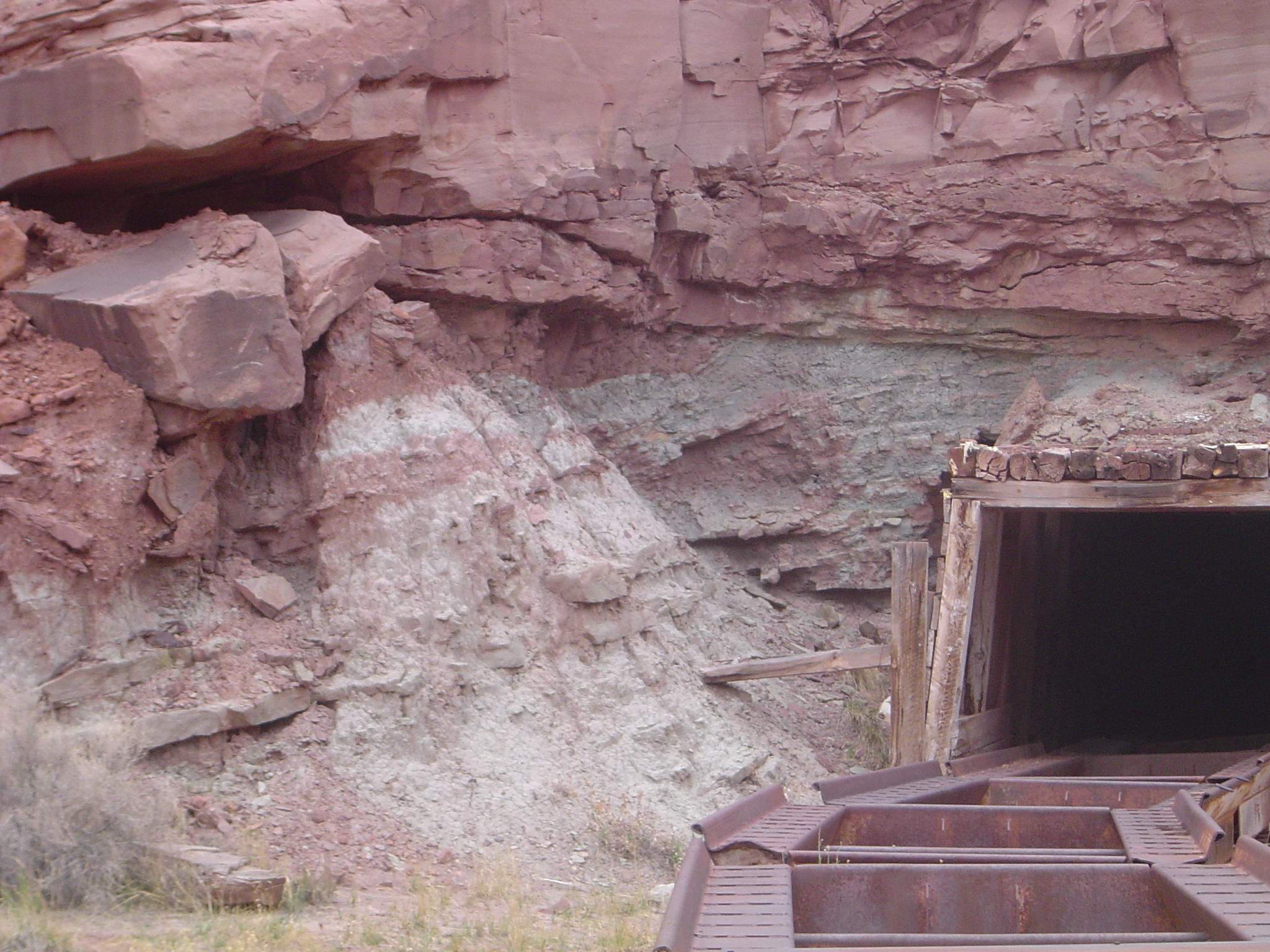
猶他州摩押的弥维达铀矿

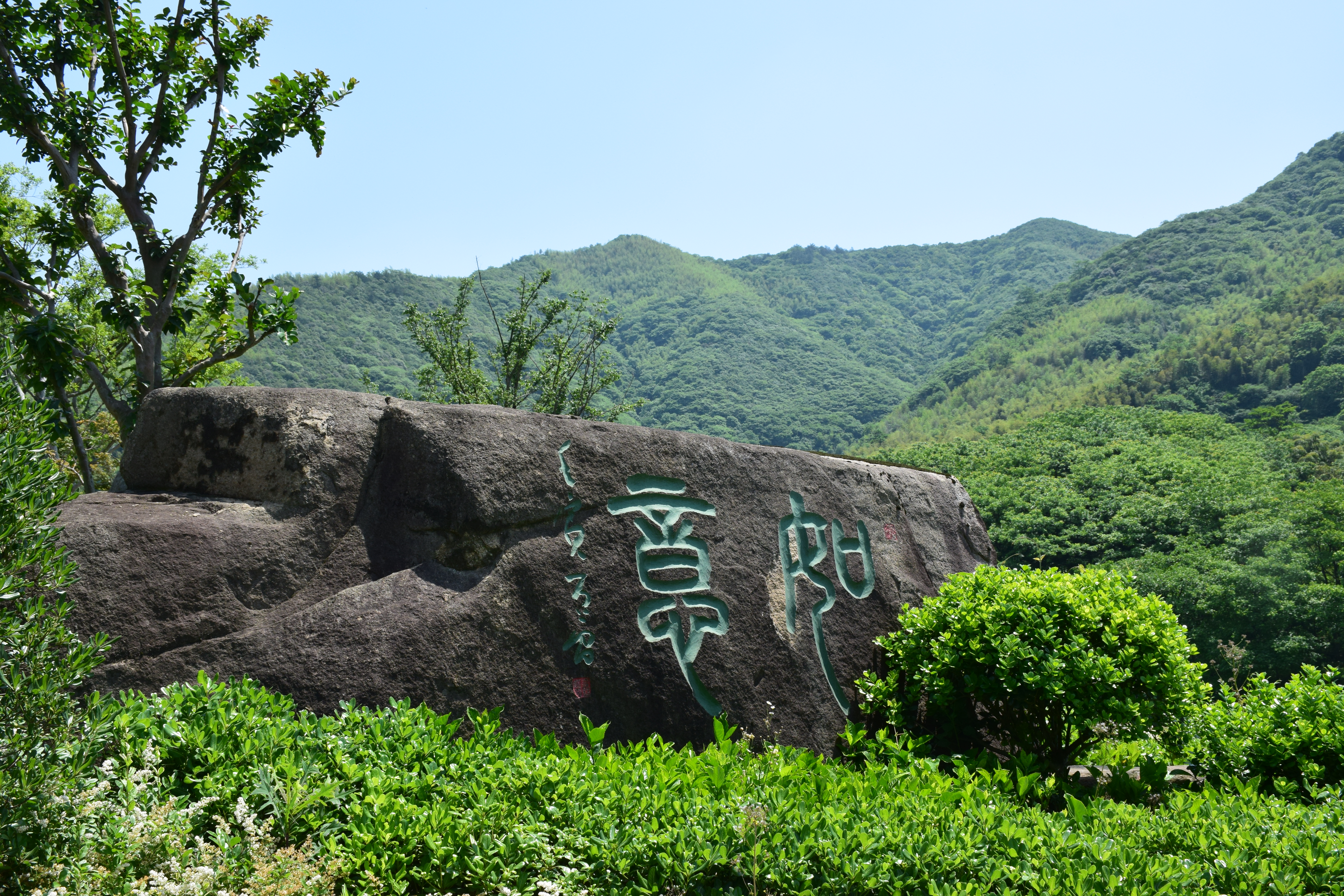
岩石亦可以用作雕刻。图为位于广德市澄德现代庄园的石头

在人類發展中，岩石的應用涉關社會、科技等許多層面。人類和其他人科的岩石使用記錄可以追溯到250萬年前的舊石器時代。利用岩屑技術可以找到一些最古老，而仍在繼續使用的技術。有關金屬矿石的開採也是人類進步的幾個重要因素之一，依不同地區可以取得金屬的不同，其文明進步速度也有所影響。

### 采矿
采矿是由將有价值的礦物或其他地质材料，由礦石、礦脈等來源取出，和土壤分離的過程。采矿可採集的原料包括鹼金屬、貴金屬、鐵、鎢、煤、鑽石、石灰岩、油頁岩及岩鹽等。若一種材料無法用農業方式產生，也無法在實驗室或工廠用合成的方式取得，就需要以采矿的方式取得。廣義的開采是指從地球中取得任何自然資源（如石油、天然氣、鹽其至是水）。
岩石及金屬的開採早在史前時代就已經開始，現代的開採程序會先期礦體的探戡、分析礦石的潛在利益、開採需要的原料、若開採結束，將土地復原，可以供其他的使用。
開採程序的特性，會對環境帶來潛在的負面衝擊，不論是在開採過程中，甚至是在開採結束後都有影響。因此世界上大多數國家都用法律管理開採程序的負面影響。

### 做建材
- 大理岩：大理岩的岩面质感细致，常用来作为壁面或地板。由于大理岩是由石灰岩变质而成，主要成分为碳酸钙，因此也是制造水泥的原料。大理岩材质软而细致，是很好的雕塑石材，许多有名的雕像都是由大理岩作成的，如著名的维纳斯像。其他如墙面或摆饰，也常是由大理石加工琢磨而成，如花瓶、烟灰缸、桌子等家用品。 另外，也有大量以其石粉所生產的人造石 之建材; 其性質與天然大理石非常類似。
- 花岗岩：台灣本土的花岗岩只有在金门才看得到，因此金门的老房子几乎都是用花岗岩做成的。台湾的寺庙所用的花岗岩，是来自福建，多用于寺庙里的龙柱、地砖、石狮。
- 板岩：因其容易裂成薄板状，且在山区极易取得，故原住民至今仍使用板岩作为建材，筑成石板屋或围墙。
- 砾岩：有些砾岩含有鹅卵石及砂，而且胶结不良，容易将它们分散开来，例如：台湾西部第四纪的头嵙山层中就是这种砾岩，其中卵石和砂都是建材。
- 石灰岩：台湾最常见的石灰岩是由珊瑚形成的，通称为珊瑚礁石灰岩。在澎湖，珊瑚礁石俗称「石」，居民用以作为围墙建材，以遮蔽强烈的东北季风，保护农作物。
- 泥岩：由于其主要成分是黏土，自古就被作为砖瓦、陶器的原料。
- 安山岩：由于材质坚硬，亦常用来作庙宇的龙柱、墙壁的石雕、墓碑、地砖等。

### 提炼金属
- 金矿：含金的岩石经过风化和侵蚀作用，金会被分离出来而成自然金，因为金比泥沙重得多，容易沉积下来，经过淘洗，就成为黄金。
- 黄铜矿：黄铜矿是提炼铜最主要的矿物。
- 方铅矿：方铅矿呈现铅灰色，有立方体的解理，是最重要的含铅矿物。
- 赤铁矿：赤铁矿外观颜色呈现铁灰色或红褐色，是最重要的含铁矿物。
- 磁铁矿：磁铁矿属含铁矿物，具有磁性，吸附含铁物质。

## 延伸阅读
[在维基数据编辑]
 《欽定古今圖書集成·方輿彙編·坤輿典·石部》，出自陈梦雷《古今圖書集成》